# American Hi-Fi (álbum)
American Hi-Fi es el álbum debut de la banda estadounidense American Hi-Fi. El primer sencillo del álbum fue "Flavor of the Weak", que llegó al puesto #81 del Billboard Hot 200. Cada canción del álbum tiene la advertencia de explícito en iTunes.

## Lista de canciones
Todas las canciones fueron escritas por Stacy Jones.
1. "Surround"  – 3:11
2. "Flavor of the Weak"  – 3:08
3. "A Bigger Mood"  – 3:38
4. "Safer on the Outside"  – 4:01
5. "I'm a Fool"  – 4:00
6. "Hi-Fi Killer"  – 3:05
7. "Blue Day"  – 3:33
8. "My Only Enemy"  – 3:27
9. "Don't Wait for the Sun"  – 3:50
10. "Another Perfect Day"  – 3:38
11. "Scar"  – 4:03
12. "What About Today"  – 3:34
13. "Wall of Sound"  – 5:48

UK bonus track
1. "Black Satellite" - 3:29

Japan bonus track
1. "Still Sideways" - 2:48

- Datos: Q2308052